# 경주 불국사 가구식 석축
경주 불국사 가구식 석축(慶州 佛國寺 架構式 石築)은 대한민국 경상북도 경주시, 불국사에 있는 신라의 석축이다. 2011년 12월 30일 대한민국의 보물 제1745호로 지정되었다.

## 입지 현황 및 역사문화환경
경주 불국사는 신라의 동악(東岳)인 토함산(土含山)서측 기슭에 위치하며, 남향으로 배치되어 있다. 불국사의 지형은 북측이 높고 남측이 낮은 북고남저(北高南低)와 동측이 높고 서측이 낮은 동고서저(東高西低)으로 지형에 따라 석축을 가구식으로 조화롭게 쌓았으며, 동측 사역에는 자하문, 대웅전, 무설전을 남북 축선에 배치하면서 회랑을 둘러 공간을 구성하고 있다.
대웅전의 동·서측면에는 익랑(翼廊)이 놓여 동·서 회랑과 연결되고 남회랑의 동측 모서리에는 좌경루(左經樓)가 있고, 서측 모서리에는 범영루(泛影樓)가 배치되어 있다. 자하문 남측에는 청운교와 백운교의 석계가 있어 대웅전으로 진·출입할 수 있도록 꾸며졌다.
대웅전 서편에 한 단 낮은 사역에는 회랑을 둘러 별도로 구획한 공간의 중심에 극락전이 배치되어 있고, 남측에 있는 연화·칠보교와 안양문을 통하여 출입할 수 있도록 꾸며졌으며, 극락전 동북측에 있는 석축에는 아미타불의 48원(願)을 상징하는 16계단 3열로 조영되어 있는 석계를 통하여 대웅전과 연결된다.

## 연혁
불국사는 삼국유사에 '김대성이 경덕왕 10년(751,辛卯)에 처음으로 불국사를 창건하기 시작하여 혜공왕 10년(774,甲寅) 12월 2일 대성이 죽자 나라에서 공사를 마쳤다(...景德王代 大相大城以天寶 十年辛卯始創佛國寺,歷惠恭世,以大歷九年甲寅十二月二日大城卒,國家及畢成...)'는 기록이 있어 경덕왕 때(751) 창건된 것으로 추정된다.
통일신라 8세기 중엽이후 임진왜란 전까지 불국사는 아홉 차례의 중창 및 중수를 거쳤다.
불국사는 임진왜란 때 전소(全燒)되어 석조물만 남았다. 창건기의 석조물로는 사찰 앞 석축과 연화·칠보교,청운·백운교, 석탑 2기, 석등, 사리석탑, 당간지주, 석조, 각 건물의 기단과 초석 등이 있다.
불국사 대웅전 석축은 조선후기를 지나면서 제대로 관리하지 못해 크게 퇴락된 것을 일제 강점기인 1923년에 석축과 석조물을 보수하였으며, 1969년에는 복원공사를 위하여 발굴조사가 진행되었고, 1970년에 중창되었다.

## 건축적 특징
자하문 앞에는 아름답게 축조된 가구식 석축과 조화를 이룬 청운·백운교가 놓였고, 그 앞에는 평지를 이루며 서쪽으로 약간 치우친 곳에 구품연지가 있었으나 지금은 매몰되어 있다. 가람서쪽에 있는 극락전 중심의 구역은 대웅전구역보다 한 단 낮추어 배치되었는데, 여기에는 정면에 안양문을 세우고, 그 앞에는 연화·칠보교의 계단을 축조하였다. 극락전 주위에는 안양문과 연결하여 회랑이 둘러졌는데 동쪽에는 대웅전 회랑과 연결되어 별도의 회랑을 두지 않았다.
안양문과 자하문 앞에는 아름답게 꾸민 가구식 석축이 동서로 놓였는데, 동쪽 자하문 앞의 것은 백운교의 계단 위에서 단을 달리하여 상단의 석축을 변화있게 꾸며 조화를 이루었다. 안양문 앞에서는 밑에서부터 수직으로 석축을 쌓되 중간 중간 칸을 이루어 다듬은 석주(石柱)와 인방석을 가구식으로 걸고, 그 가운데를 자연석으로 채운 행태이다. 자하문이나 범영루 앞의 하층 석축은 밑에서부터 거대한 자연석을 쌓고 그 위에 가공석재를 가구식으로 짜 올린 특이한 형태를 하고 있으며, 범영루의 돌출부 기둥 밑에는 점차형의 석재를 차곡차곡 쌓아 돌기둥을 만들었고, 또 석교 밑에서는 정교한 홍예를 이루고 있다.
대웅전과 극락전 구역의 서측회랑 하부 석축이 포함되는데, 구조형식을 살펴보면 수직의 석주와 수평의 주두석 및 동자주, 초석, 갑석으로 장방형의 격자 틀을 형성하고, 그 안에 자연석을 밀실하게 채워 넣는 수법으로 쌓았으며, 대웅전 석축은 1단, 극락전 석축은 2단으로 구성되어 약간의 차이가 있다.
큰 틈이 생기는 석제로 듬성듬성 쌓아올린 부분은 고구려 석축, 가장 빈 틈이 없이 석제를 쌓아올린 부분은 신라 석축, 그 둘의 중간쯤 되게 쌓아올린 부분은 백제 석축이라고 한다.

## 지정 가치
가구식 석축과 연결되어 있는 청운·백운교 및 연화·칠보교는 일찍이 그 가치를 인정받아 국보로 지정되어 있으며, 가구식 석축 또한 8세기 중엽에 조성된 석조건축으로 건축적 조형미는 물론 그 기법이 매우 독특하여 신라 석조건축의 높은 수준을 잘 보여주므로 보물로 지정되었다.

## 같이 보기
- 불국사

## 참고 자료
- 경주 불국사 가구식 석축 - 국가유산청 국가유산포털